# 茜新社
茜新社（日语：／ Akaneshinsha）是日本出版社，主要從事成人漫畫及BL小說的編輯、出版及企劃。與發行兒童文學為主的茜書房（あかね書房）沒有關係。

## 主要發行雜誌

### 成人雜誌
- COMIC天魔
- 熟女物語（熟女ものがたり）
- COMIC LO
- COMIC RIN
- COMIC Vanilla
- ひな缶Hi!
- COMIC SIGMA（「熟女物語」增刊號）
- ちょいS（第7號為「アローライフ」的増刊號、第8號為「COMIC天魔」増刊號）

＊「COMIC Vanilla」﹑「ひな缶Hi!」已與「COMIC RIN」合併，現在已停止出版。

### 普通向雜誌
- アローライフ（原為「熟女物語」增刊號、自2008年4月開始獨立出版，分銷及出版商改為「マイウェイ出版」）

### 成人漫畫
- Tenma Comics（Tenmaコミックス）
- Tenma Comics Anthology（Tenmaコミックスアンソロジー）
- Tenma Comics LO（TenmaコミックスLO）
- Tenma Comics EX（TenmaコミックスEX）
- Red Cat Remix（アカネコミックス）

### 普通向漫畫
- Tenma Comics J（TenmaコミックスJ）
- A Comics（Aコミックス）
- にんじんコミックス
- FLOW Comics（FLOWコミックス）

### BL選集
- オヴィスノベルズ
- EDGE
- OPERA

## 外部連結
- （日語）茜新社 （页面存档备份，存于）
- （日語）茜新社手機用網站 （页面存档备份，存于）